# Museu do Brinquedo (Sintra)
O Museu do Brinquedo foi um museu que existiu em Sintra, distrito de Lisboa, em Portugal, tendo uma colecção internacional de brinquedos.
Estava instalado na antiga Casa da Vereação de Sintra, ou antiga Câmara Municipal de Sintra, edifício construído no século XVIII e classificado como estando incluído na Vila Velha e na Serra de Sintra e na Área Protegida de Sintra - Cascais.
Os brinquedos variavam desde modelos de aviões, carros e comboios, incluindo conjuntos Hornby de 1930, a batalhões de soldados de brincar, bonecas e casas de boneca, brinquedos de folha, e curiosos carros e soldados de corda.
Era considerado o mais importante museu de brinquedos em Portugal, a par do Museu do Brinquedo Português em Ponte de Lima.

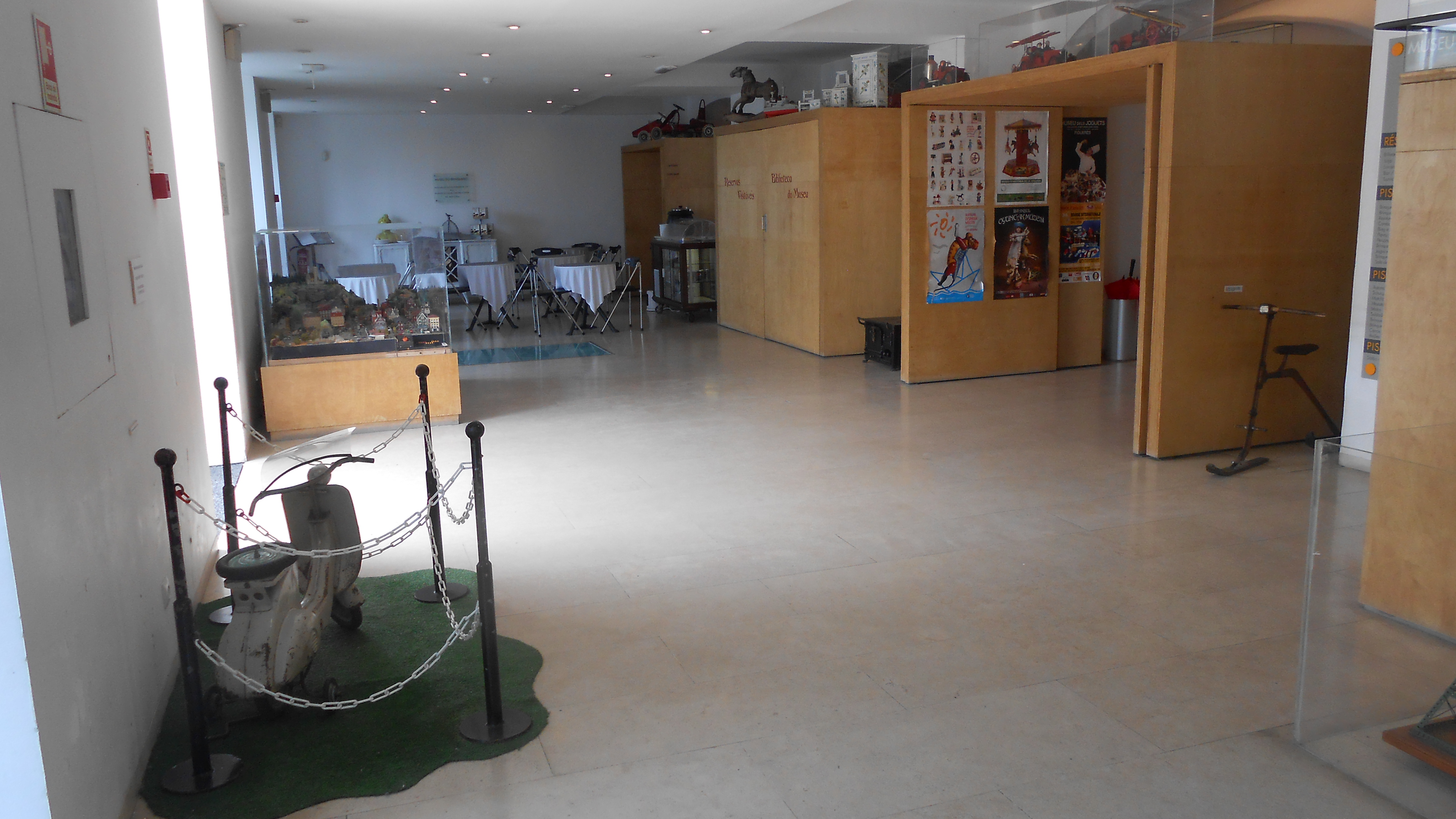
Hall do museu, com entrada, loja e café

O museu encerrou no dia 31 de agosto de 2014. No mesmo edifício, entretanto reabilitado, nasceu, em 25 de abril de 2016, o NewsMuseum - A Media Age Experience, da Fundação Acta Diurna.

## História
O Museu do Brinquedo era um museu regional.
Os brinquedos que estavam presentes no Museu tiveram origem numa recolha feita ao longo de mais de 60 anos pelo coleccionador João Arbués Moreira. A colecção começou a ser constituída quando ele tinha 14 anos de idade, com os brinquedos que lhe iam sendo oferecidos e outros, pertença de pais e avós. Com a idade, o poder de escolha e de compra aumentou, ao mesmo tempo que crescia a vontade de saber mais acerca das peças que ia encontrando, o seu fabrico, a sua origem, a sua história. Assim se intensificou a pesquisa e aquisição de peças mais antigas e o interesse pela História da humanidade que os brinquedos tão bem documentam. Com o passar do tempo, a colecção foi aumentando, sendo já constituída por mais de 60 000 brinquedos diferentes. Havia que preservar e expor este património, permitindo ao público tomar contacto com a maior colecção do género em todo o país. Em 1987, foi criada a Fundação Arbués Moreira à qual foi legada toda a colecção. Dois anos mais tarde, um acordo com a Câmara Municipal de Sintra para cedência de um espaço permitiu a criação do Museu do Brinquedo de Sintra. A colecção continuou sempre a crescer, tendo-se o espaço entretanto tornado exíguo para as peças que foram sendo adquiridas e doadas. Era indispensável a criação de um novo local de exposição que permitisse albergar toda a colecção e enriquecer a comunicação entre o público visitante e o Museu. Assim surgiu o novo espaço, situado no antigo Quartel dos Bombeiros de Sintra, onde além da exposição permanente, existe ainda uma sala de exposições temporárias e uma oficina de restauro.

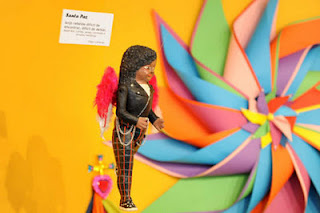
cartonería boneca Miss Lupita Projeto em exposição no museu em 2011

O Museu aderiu à Rede Portuguesa de Museus (organização que tem como finalidades a descentralização, a mediação, a qualificação e a cooperação das instituições museológicas a nível nacional) em 2004.
Em 2008, pela sua missão e para efeitos de mecenato, foi concedido ao Museu o estatuto de Superior Interesse Cultural.

## Missão e atividades
A principal missão do Museu era a preservação do seu acervo, e para isso regia-se pelas boas regras de conservação e restauro e todos os preceitos da Nova Museologia, em geral. Por outro lado, valorizava e divulgava o seu património museológico, através das exposições temporárias e permanente. O Museu possuía uma colecção de cerca de 60.000 artigos. De modo a melhor informar o seu público, e a valorizar-se como instituição rigorosa e especialista na matéria relativa a brinquedos, o Museu possuía um serviço de inventário. Este regia-se pelas Regras Gerais de Inventário.

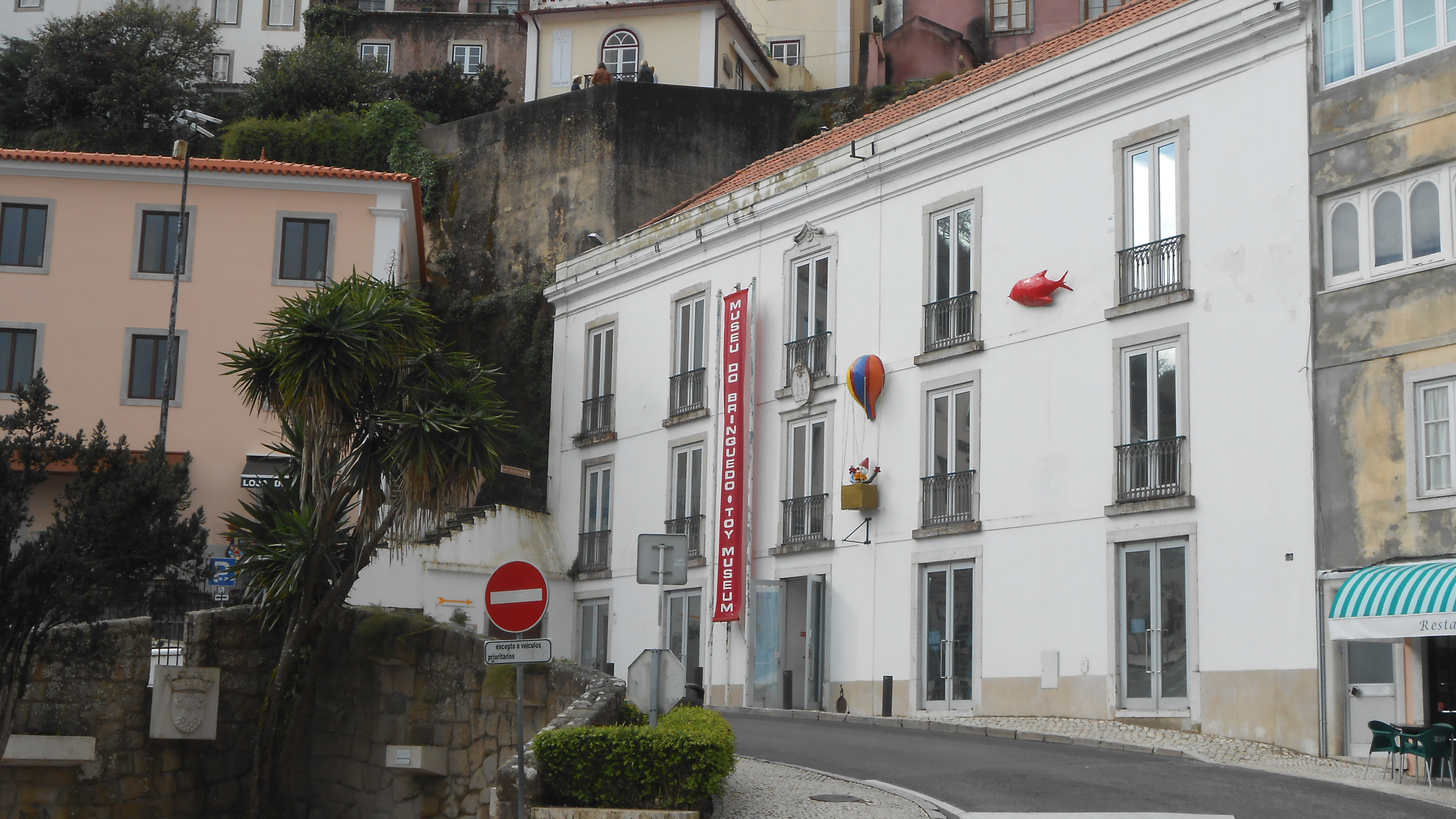
O Museu do Brinquedo na Vila de Sintra

O Museu realizava inúmeras actividades que valorizam o panorama museológico português. Entre elas destacam-se:
- A realização de exposições temporárias: a sala reservada para o efeito funcionava primeiramente como espaço lúdico. Porém e porque a direcção do Museu considerava importante o intercâmbio com outros coleccionadores particulares, a sala foi readaptada deixando de ser um espaço lúdico e passando a ser um espaço expositivo. O museu realizou múltiplas exposições temporárias não só com objectos da sua colecção mas também com brinquedos de outros coleccionadores que nunca tinham divulgado as suas colecções.
- As visitas guiadas: a par da missão de salvaguarda (técnicas de conservação preventiva e curativa), estudo (através do inventário), valorização, divulgação e promoção (política museológica/expositiva) da sua colecção, o Museu realizava visitas guiadas sempre que solicitado. No ano de 2008 realizaram-se cerca de 350 visitas guiadas. Os colégios/externatos representaram 18,5% dos beneficiários; os jardins de infância, 9%; as escolas primárias e básicas, 35%; as escolas secundárias, 7,7%; e escolas de ensino superior e profissionais, lares de idosos e associações, 30%. O coleccionador João Arbués Moreira realizava naturalmente também visitas guiadas individuais sempre que solicitado.
- As exposições itinerantes: tendo em vista o carácter singular da colecção e a vontade de contar a História da humanidade através do brinquedo, o Museu constituiu um conjunto de brinquedos representativos da sua colecção, que variavam consoante as características e valências expositivas das entidades acolhedoras da exposição. Este foi apresentado no Fórum Romeu Correia em Almada, Biblioteca Municipal de Alcácer do Sal, Livraria Barata (Lisboa), Museu da Carris (Lisboa), Câmara Municipal de Santa Maria da Feira, Câmara Municipal de Leiria, Cascais Villa Shopping, Salon International du Livre et du Jouet (Luxemburgo), Museu do Brinquedo de Maline (Bruxelas), Casa Roque Gameiro (Amadora), Museu da Pedra (Cantanhede), Algarve Shopping, entre outros.

Nas suas instalações, o museu possuía também uma loja e um espaço de cafetaria.